# Kari (Houndé)
Pour les articles homonymes, voir Kari.
Kari est une commune rurale située dans le département de Houndé de la province de Tuy dans la région des Hauts-Bassins au Burkina Faso.

## Géographie
La commune de Kari se trouve à 13 km au sud-ouest de Houndé et est traversée par la route nationale 1. Elle se compose de trois gros centres urbains dispersés de part et d'autre de la RN1.

## Santé et éducation
Kari accueille un centre de santé et de promotion sociale (CSPS).